# 1. mehanizirana gardijska brigada "Tigrovi"
1. mehanizirana gardijska brigada "Tigrovi" bila je najelitnija i najbolje opremljena vojna postrojba Hrvatske vojske (HV). Istaknula se tijekom Domovinskog rata. Vojna baza i zapovjedništvo jedinice bilo je u Zagrebu.
Utemeljena je 5. studenoga 1990. u vojnoj bazi Rakitje (Jedinica za posebne namjene Rakitje). Bila je sačinjena od dobrovoljaca i dijelova Hrvatske policije (koja je bila oslonac za novu Hrvatsku vojsku). 
Jezgru su predstavljali su novouvježbani pripadnici hrvatskih redarstvenika na tečaju Prvi hrvatski redarstvenik.
U početku, nedostatak opreme je značio da je postrojba bila potpuno Pješačka brigada, ali je ovo ubrzo ispravljeno i postrojba je postala Motorizirana Pješačka Brigada do rujna 1991., kada su veće vojne operacije počele.

## Vojna služba

### Vukovar
Kada je rat počeo, Prva Brigada je bila upućena u Istočnu Slavoniju, koja je bila najteže napadnuta. Bitka za Vukovar, vitalna borba prve faze rata, je bilo gdje su elementi brigade prvi put doživjeli vatreno krštenje. Kako je grad bio pod teškim napadima od jakih tenkovskih i mehaniziranih snaga Jugoslavenske narodne armije (JNA), ubrzo je bio opkoljen i pod opsadom. Dijelovi Prve Gardijske Brigade su ostali unutar grada. Grad će pasti, ali su neki od opkoljenih vojnika uspjeli izvesti proboj i pobjeći prije pada grada.
U jesen 1991. godine sastavi brigade koji su dotada bili razbacani po mnogim bojištima konačno se sastavlja na novljanskom ratištu na kojemu preuzima inicijativu te tijekom studenoga i prosinca 1991. počinje s potiskivanjem neprijateljskih snaga i oslobađanjem dotada okupiranih područja zapadne Slavonije.
Kako je bitka za vojarne uglavnom završila tijekom kasnog rujna, i Hrvati su zarobili dosta teške opreme iz vojarni JNA, Prva Gardijska Brigada je bila opremljena s tenkovima i oklopnim vozilima i prvi tenkovski bataljun bio je oformljen. Do kraja 1992, Brigada je bila preuređena u Prvu Mehaniziranu Gardijsku Brigadu.

### 1992-1994
Sredinom 1992, brigada je poslana u deblokadu opkoljenog Dubrovnika, što je uspješno završeno i najjužniji dio Hrvatske je potpuno oslobođen do kraja godine.
Dijelovi brigade bili su uključeni u Operaciju Maslenica tijekom 1993.
Tijekom 1994, Hrvatska je vojska bila uglavnom neaktivna i period je proveden u treningu i opremanju.

### Završne operacije
Status i oprema brigade značili su da je ona uvijek korištena u najgorim borbama. Kada je Hrvatska vojska krenula iz defenzivne u ofenzivnu strategiju tijekom 1993, vojna doktrina je bila bazirana na varijaciji blitzkrieg strategije u kojoj slabije jedinice drže front, a Gardijske brigade - poput Tigrova - bi bili korišteni za probijanje obrane, zatim izolaciju i uništenje neprijateljskih formacija. Ova je taktika bila korištena s velikim uspjehom tijekom 1995.
U svibnju 1995, za vrijeme Operacije Bljesak, Prva Gardijska Brigada je vodila jedan od dva glavna napadna pravca koji su razdijelili i uništili Srpske snage u Zapadnoj Slavoniji.
Brigada je sudjelovala u Operaciji "Ljeto '95" u Bosni i bila je instrumentalna u zauzimanju planinskog terena istočno od pobunjeničke Republike Srpske Krajine što će biti od vitalne važnosti za nadolazeću operaciju.
Za Operaciju Oluja, brigada je bila postavljena na zapadni sektor (sjeverno od Gospića) i bila je glavni udarni element odgovoran da dosegne granicu s Bosnom i Hercegovinom na toj liniji. Brigada je oslobodila Plitvice (gdje je pala prva žrtva rata 1991 u Krvavom Uskrsu na Plitvicama) i dosegla je granicu, spojivši se s elementima Armije Bosne i Hercegovine (ABiH) - jedan od ciljeva operacije bila je i deblokada Bihaćkog džepa gdje je bio opkoljen Peti Korpus ABiH. Nakon dosega granice, brigada je - zajedno sa snagama BiH - nastavila napredovati prema sjeveru.
Nakon Oluje, Hrvatske i Bosanske snage su bile u općoj protuofenzivi i Prva Gardijska Brigada je bila jedna od postrojba poslanih u Bosnu za tu svrhu, gdje je uspješno sudjelovala u oslobađanju zapadne Bosne, okupirane od pobunjenih Srba još od 1992. Kombinacija uspješne protuofenzive i NATO bombardiranja (Operacija Namjerna sila) je prisilila Srbe da pristanu na mirovne pregovore.

## Poslije rata
Nakon Daytonskog sporazuma, Hrvatska je smanjila svoje vojne snage u skladu s mirovnim sporazumom. Unatoč tome, i radi elitnog statusa brigade, ona je još uvijek najefektivniji element Hrvatskih oružanih snaga.
Bila je ujedno i prva Hrvatska brigada koja je reorganizirana prema NATO-vim standardima.
Njezini pripadnici uspješno su sudjelovali u nizu multilateralnih i bilateralnih vojnih vježbi, te su prva postrojba Hrvatske Vojske koja je s pjesačkim snagama sudjelovala u misiji ISAF u Afganistanu.

## Postrojba danas
U procesu preustroja OSRH, 1. gardijska brigada "Tigrovi", ukomponirana je u sastav novostvorene Gardijske motorizirane brigade, zajedno s 2. brigadom "Gromovi", 4. brigadom "Pauci" i 9. brigadom "Vukovi". Naziv i simbole Tigrova danas nosi 1. mehanizirana bojna "Tigrovi" Gardijske motorizirane brigade.

## Vanjske poveznice
- Udruga Tigar 90/91-Rakije  Arhivirana inačica izvorne stranice od 21. veljače 2015. (Wayback Machine)
- Udruga ratnih veterana 1. gardijske brigade "Tigrovi"  Arhivirana inačica izvorne stranice od 20. srpnja 2013. (Wayback Machine)
- Udruga ratnih veterana 1. gardijske brigade "TIGROVI" Krapinsko — Zagorske županije  Arhivirana inačica izvorne stranice od 18. svibnja 2016. (Wayback Machine)
- Udruga Topnika 1. gardijske brigade “TIGROVI“  Arhivirana inačica izvorne stranice od 13. ožujka 2016. (Wayback Machine)
- 1. gardijska brigada Tigrovi - kratki spot
- 1. gardijska brigada Tigrovi - emisija